# Huevos moles
Os ovos moles (em castelhano: huevos moles) é um doce à base de gemas de ovos muito típica da região de Granada, Espanha, onde são famosos os confecionados pelas freiras do convento de Santo Antão. O doce é também popular nas ilhas Canárias e em alguns países da América Latina, como por exemplo Cuba, devido ao seu uso nos conventos, tendo sido popularizado como sobremesa na época colonial espanhola.
Os ovos moles são uma mistura batida de gemas de ovos com xarope ou açúcar que quando pronta é uma espécie de molho fino e cremoso. É frequente que a mistura seja aromatizada com "água de flores" (por exemplo, água de flor de laranjeira e canela e seja ligeiramente cozida. Segundo o escritor culinário e pasteleiro espanhol do século XVIII Juan de la Mata, eram servidos em pequenas caixas de madeira ou em pratos de loiça chinesa.